# A United Kingdom
A United Kingdom is een Britse dramafilm uit 2016 die geregisseerd werd door Amma Asante. De biografische film werd gebaseerd op het boek Colour Bar van Susan Williams en focust zich op het huwelijk tussen de Afrikaanse prins Seretse Khama en de Britse Ruth Williams. De hoofdrollen worden vertolkt door David Oyelowo en Rosamund Pike. De film ging op 9 september in première op het internationaal filmfestival van Toronto.

## Verhaal
Eind jaren 1940 zorgt de Afrikaanse prins Seretse Khama voor opschudding door te trouwen met de witte Ruth Williams. Khama wil de troon bestijgen in Beetsjoeanaland, maar wordt door zowel de lokale bevolking als de Britse overheid gedwarsboomd omwille van zijn controversieel huwelijk.

## Rolverdeling
| Acteur             | Personage        |
| ------------------ | ---------------- |
| David Oyelowo      | Seretse Khama    |
| Rosamund Pike      | Ruth Williams    |
| Jack Lowden        | Tony Benn        |
| Terry Pheto        | Naledi Khama     |
| Vusi Kunene        | Tshekedi Khama   |
| Tom Felton         | Rufus Lancester  |
| Jack Davenport     | Alistair Canning |
| Charlotte Hope     | Olivia Lancaster |
| Nicholas Lyndhurst | George Williams  |
| Laura Carmichael   | Muriel Williams  |
| Abena Ayivor       | Ella Khama       |

## Trivia
- Jessica Oyelowo, de echtgenote van acteur David Oyelowo, speelt in de film de echtgenote van het personage Alistair Canning.
- De film werd gebaseerd op het boek Colour Bar, dat geschreven werd door Susan Williams.[1]
- De kleinzoon van Seretse Khama heeft een cameo in de film.
- Hoofdrolspelers David Oyelowo en Rosamund Pike hadden eerder al samengewerkt aan de actiefilm Jack Reacher (2012).